# Noah Allen
Noah James Allen (gr. Νόα Τζέιμς Άλεν; ur. 28 kwietnia 2004 w Pembroke Pines) – amerykański piłkarz pochodzenia greckiego występujący na pozycji lewego obrońcy, od 2022 roku zawodnik Interu Miami.
Jego matka ma pochodzenie greckie, a on sam w 2022 roku otrzymał greckie obywatelstwo.